# Sanry-lès-Vigy
Sanry-lès-Vigy là một xã trong vùng Grand Est, thuộc tỉnh Moselle, quận Metz-Campagne, tổng Vigy. Tọa độ địa lý của xã là 49° 11' vĩ độ bắc, 06° 16' kinh độ đông. Sanry-lès-Vigy nằm trên độ cao trung bình là 238 mét trên mực nước biển, có điểm thấp nhất là 185 mét và điểm cao nhất là 277 mét. Xã có diện tích 5,55 km², dân số vào thời điểm 1999 là 500 người; mật độ dân số là 90 người/km².

## Thông tin nhân khẩu
| 1962 | 1968 | 1975 | 1982 | 1990 | 1999 |
| ---- | ---- | ---- | ---- | ---- | ---- |
| 237  | 252  | 282  | 412  | 446  | 500  |